# Sussex spaniel
Sussex spaniel är en hundras från England, den har sitt namn av grevskapet Sussex.

## Historia

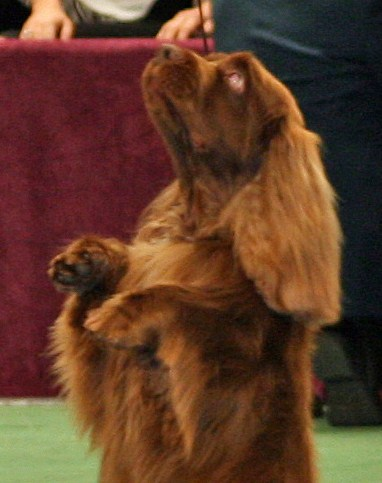

Sussex spaniel är en av de ovanligaste spanielraserna och är därför genetiskt sårbar. Den påminner mycket om en clumber spaniel som den också har släktskap med. Rastypen är känd sedan 1700-talet och har sitt ursprung i den utdöda Liver and Black Norfolk Spaniel (som också är föregångare till springer spaniel) tillsammans med andra field spaniels (den tidiga typen, inte dagens ras) samt setting spaniels (som gett upphov till dagens setterraser). Rasen ställdes ut första gången 1872 i London, och det var på 1870-talet det huvudsakliga avelsarbetet med att skapa rasen bedrevs. The Sussex Spaniel Association bildades inte förrän 1924 i Storbritannien. Dagens ras är resultatet av en medveten räddningsinsats efter andra världskriget, då endast fem rasrena hundar återstod.

## Egenskaper
Sussex spaniel är en av de mest långsamt arbetande stötande hundarna som framförallt är specialiserad på småviltjakt i snårig terräng och har ett speciellt gällt skall, som gör den lättare för jägaren att följa utom synhåll i svårorienterade marker.

## Utseende
Det är en lågställd spaniel som är massivt och kraftigt bygg med starka ben. Dess rullande rörelser och livliga svansviftande är karakteristiska. Färgen varierar från gyllenbrun till leverbrun. Pälsen får inte ha tendens till lockighet.